# Bernardo da Treviso
Bernardo da Treviso, o Bernardo Trevisan (Padova, 1406 – 1490), è stato un alchimista italiano.
Il nome, tuttavia, è presumibilmente uno pseudonimo che accomuna diversi personaggi appartenenti ad epoche differenti. Si ha notizia ad esempio di un Bernardo da Treviso vissuto nel XIV secolo, noto alle cronache anche come Bernardo da Treviri (o Trevirensis), autore di un Responsio ad Thomam di Bolonia (In risposta a Tommaso di Bononia, che significa Bologna), rivolto cioè al medico personale di Carlo V di Francia, e dunque non posteriore al 1380, anno in cui Carlo V morì.
Vi sono poi altri omonimi che contribuiscono a rendere enigmatica la sua figura, come Bernardo Trevisan (1652-1720), linguista, filosofo, matematico e pittore di origine veneta, e Bernardinus Trivisanus (1506-1583), studioso di arti e medicina presso l'Università di Padova, divenuto in seguito professore di logica e medicina farmaceutica.

## Biografia
Le informazioni sulla vita di tale Bernardo da Treviso provengono da uno dei suoi stessi scritti, sebbene siano forse fittizie. 
Nato in una nobile famiglia di Padova, si dedicò all'alchimia sin dall'età di quattordici anni, e trascorse il resto della sua vita alla ricerca della pietra filosofale.
Suo padre era medico, e fornì probabilmente al figlio le prime nozioni di chimica e biologia. Completò la formazione di Bernardo lo studio degli alchimisti allora conosciuti come Geber, Rhazes e di altri filosofi islamici, di Alberto Magno, e infine di Giovanni Sacrobosco e Giovanni di Rupescissa. Col sostegno iniziale della famiglia, animata dalla prospettiva di accrescere le proprie ricchezze, dal 1420 Bernardo Trevisano cercò di creare la pietra filosofale, con cui tramutare in oro i metalli vili, a partire da gusci e tuorli d'uovo di gallina, purificati nel letame di cavallo per estrarne l'uovo filosofico. A tal fine lavorò presso un monaco cistercense di nome Gotfridus Leurier.
Coinvolse in seguito nei suoi esperimenti vari minerali e sali naturali, trattandoli coi metodi della distillazione e cristallizzazione appresi dagli scritti di Geber e Rhazes. L'infruttuosità della sua ricerca lo spinse a tentare quindi con composti animali e vegetali, utilizzando anche sangue umano e urina di fanciulli. Non avendo ottenuto i risultati desiderati, dopo aver esaurito le fortune della famiglia, si allontanò malamente da questa, e per 58 anni intraprese una serie di viaggi in Europa, tra Italia, Spagna, Paesi Bassi, Gran Bretagna, Francia, Germania, Impero Asburgico, alla cui corte fu vittima di un raggiro, e soprattutto Grecia, fino ad approdare nei paesi del medio Oriente, in particolare Egitto, Palestina, Persia, Turchia e Cipro, dove trovare indizi sui segreti dell'arte regia lasciati dagli alchimisti del passato.
La sua salute si era andata intanto deteriorando, molto probabilmente a causa dei fumi creati dai suoi esperimenti, finché nel 1472, fiaccato e caduto in miseria, si ritirò sull'isola di Rodi, dove trovò il sostegno della famiglia di un facoltoso commerciante. Dopo altri anni di sperimentazioni, Bernardo sostenne di aver trovato finalmente la formula della pietra filosofale grazie all'aiuto di un frate.
L'esoterista François Jollivet Castelot sottolinea «quanto possano la pazienza e il lavoro incessante» di Bernardo Trevisano che mai si scoraggiò per gli insuccessi:
(François Jollivet Castellot, Storia dell'alchimia, parte II )

## Opere
A partire dal sedicesimo secolo furono attribuiti a Bernardo da Treviso alcuni trattati a contenuto alchemico, pubblicati in latino o in francese, quali ad esempio:
- Perì chemeias, opus historicum et dogmaticum, in cui Bernardo racconta la storia della sua ricerca della pietra filosofale,[4] tradotto dal francese in latino da Guglielmo Grataroli a Strasburgo nel 1567;
- Trevisanus de Chymico miraculo, quod lapidem philosophiae appellant (Il miracolo alchemico, che chiamano pietra filosofale), stampato nel 1583 da Gerhard Dorn;
- De Transmutatione Metallorum Liber, 1598
- Le livre de la philosophie naturelle des métaux (Il libro della filosofia naturale dei metalli), 1612;
- Tractatus de Lapide Philosophorum, 1647;
- Traité de la nature de l'œuf des philosophes (Trattato sulla natura dell'uovo filosofico), 1659;
- Verbum Dismissum (La parola abbandonata), 1674;
- Processus Lapidis Philosophorum ex Mercurio Corporis, 1680;
- Le songe verd (Il sogno verde), 1695;[5]
- Liber de Secretissimo Philosophorum Opere Chemico (Il grandissimo segreto de' filosofi), 1702;
- Fontina Bernhardi Revelata, 1750.[4]

Altre opere di incerta attribuzione sono Opus Chemicum, e Turba Philosophorum.